# Chaetocnephalia andina
Chaetocnephalia andina là một loài ruồi trong họ Tachinidae.